# Перрі-Саунд

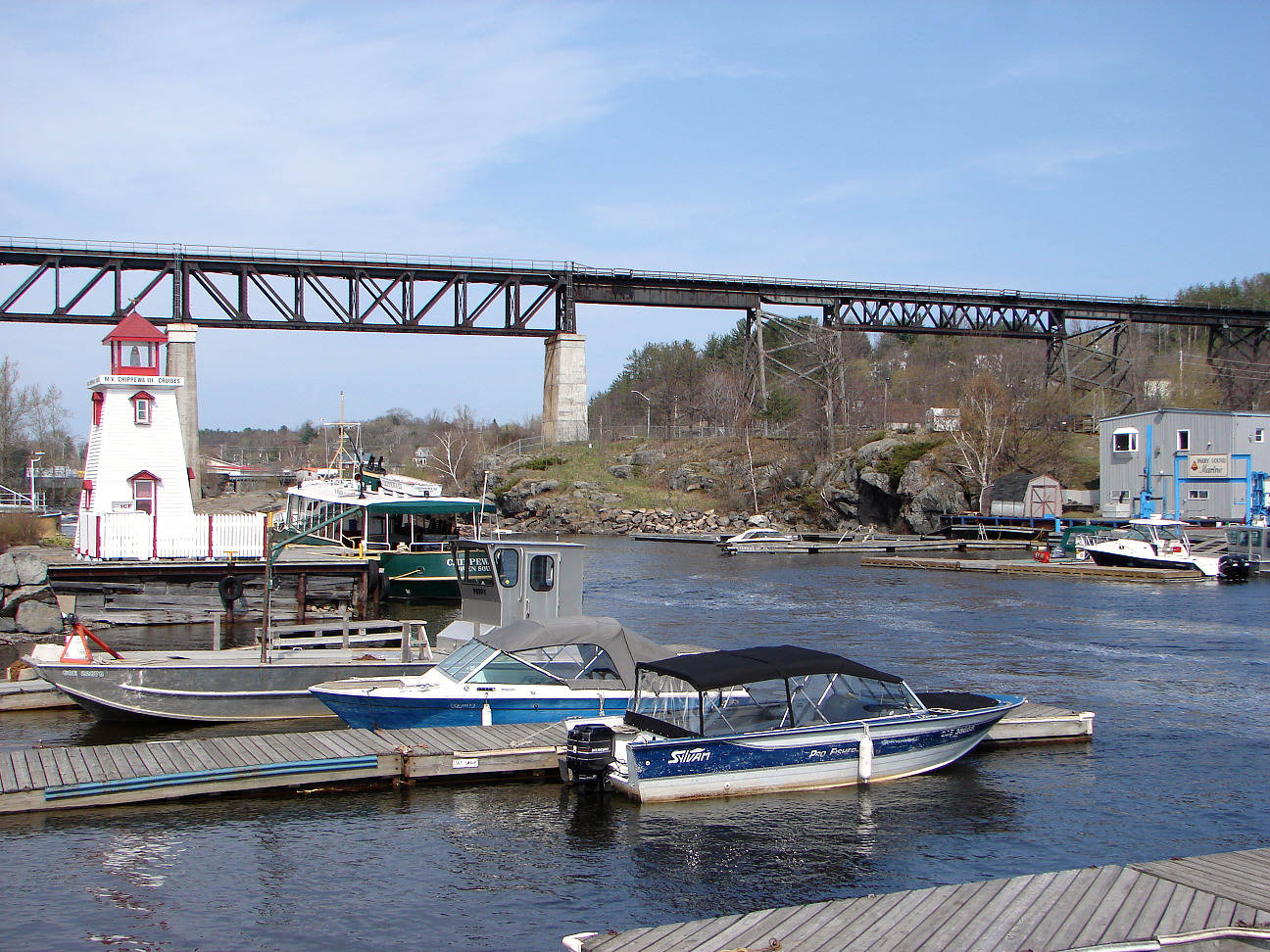
Гавань Перрі-Саунд

Перрі-Саунд (англ. Parry Sound) — містечко (13,33 км²) в Окрузі Перрі-Саунд провінції Онтаріо у Канаді. Містечко розташоване на східному березі Затока Джорджіан.
Містечко налічує 5818 мешканців (2006) (436,4 /км²).
Канадський хокеїст Боббі Орр, колишній захисник команд Національної хокейної ліги «Бостон Брюїнс» (1966—1976) і «Чикаго Блекгокс» (1976—1978) народився в Перрі Саунд.

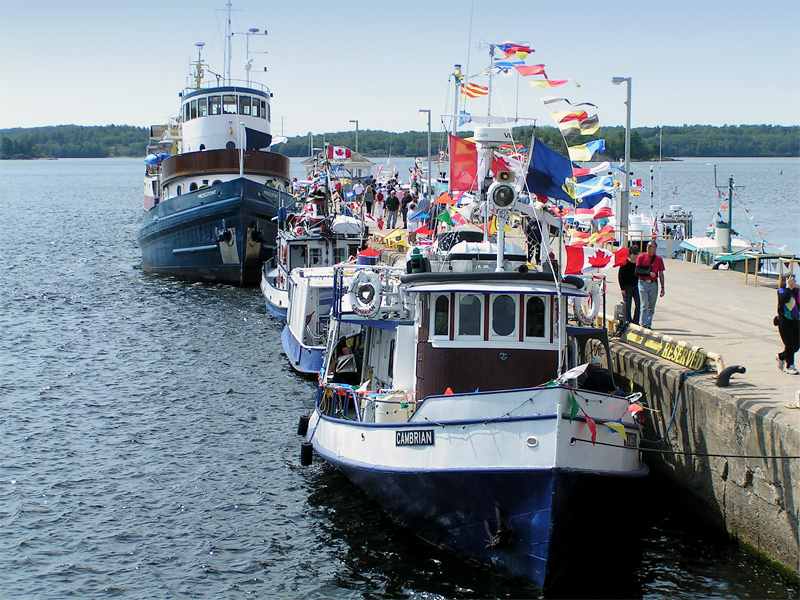
Пункт відправлення в гавані, на екскурсії з 30000 островів